# Music of the Sun
Music of the Sun je debutové album zpěvačky Rihanny, které vyšlo 30. srpna 2005 teprve jako sedmnáctileté a je směsicí R&B, reggae a dancehallu. Demo kazeta jejího hitu Pon De Replay se dostala do rukou rappera Jay-Z, jenž jí okamžitě nabídl smlouvu u Def Jam Records.
Nejznámější písní z alba je první singl Pon de Replay, které se ve světových žebříčcích docela dařilo. Již zmíněný singl Pon de replay okamžitě válcoval rádia po celých Spojených státech. I druhý singl If It’s Lovin’ That You Want si nevedl špatně, ovšem Pon de replay se nemohl vyrovnat. Při nahrávání ji prý velice inspirovali velikáni typu Alicia Keys, Beyoncé či Maria Carey. Hlavně díky hitovce Pon de Replay se z neznáme dívky stala Rihanna hvězda Rnb, jenž dosáhla až na druhou příčku amerických hitparád.
V USA se album dostalo v prodejním žebříčku na 10. místo, celkově se alba prodalo přes 2 miliony kopií.

## Seznam skladeb
| Pořadí | Název                                                  | Napsali                                                                                             | Produkovali                               | Délka |
| ------ | ------------------------------------------------------ | --------------------------------------------------------------------------------------------------- | ----------------------------------------- | ----- |
| 1.     | Pon De Replay                                          | Alisha Brooks, Vada Nobles, Evan Rogers, Carl Sturken                                               | Rogers, Sturken, Nobles                   | 4:06  |
| 2.     | Here I Go Again (featuring J-Status)                   | Rogers, Sturken, J-Status, Robyn Fenty                                                              | Rogers, Sturken                           | 4:11  |
| 3.     | If It's Lovin' That You Want                           | Jean Claude Oliver, Samuel Barnes, Alaxsander Mosely, Scott Larock, Lawrence Parker, Makeba Riddick | Poke and Tone, Spanador                   | 3:28  |
| 4.     | You Don't Love Me (No, No, No) (featuring Vybz Kartel) | Dawn Penn, Ellas McDaniel, Willie Cobbs                                                             | Rogers, Sturken, D. "Supa Dups" Chin-quee | 4:20  |
| 5.     | That La, La, La                                        | Full Force, Dernst Emile                                                                            | Full Force                                | 3:45  |
| 6.     | The Last Time                                          | Rogers, Sturken                                                                                     | Rogers, Sturken                           | 4:53  |
| 7.     | Willing to Wait                                        | Rogers, Sturken, Nathan Watts, Henry Redd, Cotton Greene, June Deniece Williams, Fenty              | Rogers, Sturken                           | 4:37  |
| 8.     | Music of the Sun                                       | Diane Warren, Rogers, Sturken, Fenty                                                                | Rogers, Sturken                           | 3:56  |
| 9.     | Let Me                                                 | Mikkel S. Eriksen, Tor Erik Hermansen, Rogers, Sturken, Riddick                                     | Stargate, Rogers, Sturken                 | 3:56  |
| 10.    | Rush (featuring Kardinal Offishall)                    | Rogers, Sturken                                                                                     | Rogers, Sturken                           | 3:09  |
| 12.    | Now I Know                                             | Rogers, Sturken, Fenty                                                                              |                                           | 5:01  |

| Pořadí | Název                              | Napsali                         | Délka |
| ------ | ---------------------------------- | ------------------------------- | ----- |
| 13.    | Pon de Replay (feat. Elephant Man) | Brooks, Nobles, Rogers, Sturken | 3:37  |
| 14.    | Should I?                          | Rogers, Sturken, J-Status       | 3:06  |
| 15.    | Hypnotized                         | Rogers, Sturken, Fenty          | 4:15  |

## Umístění ve světě
| Stát           | Umístění |
| -------------- | -------- |
| Polsko         | 1        |
| Kanada         | 2        |
| Japonsko       | 3        |
| Filipíny       | 4        |
| Portoriko      | 6        |
| Venezuela      | 7        |
| USA            | 10       |
| Kolumbie       | 11       |
| Mexiko         | 18       |
| Itálie         | 22       |
| Nový Zéland    | 26       |
| Německo        | 30       |
| Velká Británie | 35       |
| Švýcarsko      | 38       |

| Státy          | Ocenění         | Počet prodaných kusů |
| -------------- | --------------- | -------------------- |
| Kanada         | Platinová deska | 100 000              |
| Německo        |                 | 30 000               |
| Francie        | Zlatá deska     | 50 000               |
| Itálie         | Zlatá deska     | 40 000               |
| Japonsko       | Zlatá deska     | 170 000              |
| Nový Zéland    | Zlatá deska     | 7 500                |
| Švýcarsko      |                 | 10 000               |
| Velká Británie | Zlatá deska     | 200 000              |
| USA            | Zlatá deska     | 593 000              |